# Fernando Ribeiro (político)
Fernando de Castro Ribeiro (Belém, 16 de dezembro de 1955) é um político brasileiro, atualmente conselheiro do Tribunal de Contas do Estado do Pará. Anteriormente filiado ao PMDB, foi deputado estadual do Pará e senador.

## Formação
Fernando Ribeiro formou-se em ciências jurídicas pela Universidade Federal do Pará (UFPA) em 1980. Também cursou, sem concluir, administração no Centro de Estudos Superiores do Estado do Pará (CESEP) de 1975 a 1977 e economia nas Faculdades Integradas Colégio Moderno (FICOM) de 1975 a 1976.

## Carreira
Exerceu os cargos de gerente da área de passageiros da Empresa de Navegação da Amazônia (ENASA) de 1980 a 1982; assessor especial do governo do Pará de 1983 a 1987 e de 1991 a 1994, durante as gestões do governador Jader Barbalho; assessor de gestão estratégica da Prefeitura Municipal de Ananindeua de 2005 a 2012, durante a gestão do prefeito Helder Barbalho; secretário parlamentar da deputada federal Elcione Barbalho de junho de 2007 a junho de 2010; e assessor parlamentar do senador Jader Barbalho de 2013 a 2020.

### Deputado estadual
Eleito deputado estadual do Pará em 1986, exerceu o mandato de 1987 a 1991, tendo sido deputado estadual constituinte e titular da Comissão de Constituição e Justiça.

### Senador
Em 1994 candidatou-se a segundo suplente na chapa de Jader Barbalho ao Senado Federal, que obteve vitória. Em 2001, com escândalos de corrupção da SUDAM, Jader Barbalho, então presidente do Senado Federal, sentiu-se obrigado a abdicar à presidência da casa, e renunciar ao seu mandato. Com a saída do titular, o primeiro-suplente da chapa era Laércio Wilson Barbalho, pai de Jader. Durante um período de vinte dias de indefinição, Laércio nega-se a tomar posse no lugar no filho, restando a vaga a Fernando de Castro Ribeiro.
Ribeiro foi senador pelo Pará de 25 de outubro de 2001 a 31 de janeiro de 2003, com o término do mandato, totalizando quinze meses e cinco dias.
Uma das missões de Fernando Ribeiro como senador foi representar o Brasil na Assembleia-Geral das Nações Unidas em Nova Iorque, em novembro de 2002.
Propôs a PEC (Proposta de emenda a constituição) SF PEC 14/2002 de 3 de abril de 2002, que cria compensação financeira, com parte da receita do imposto de importação, às unidades da Federação que produzirem saldo positivo na sua balança com o exterior.
Defendeu a necessidade da recuperação da capacidade de desenvolvimento regional, pela agência de desenvolvimento da Amazônia - ADA, mediante o redirecionamento dos incentivos fiscais.
Em 2002 candidatou-se a primeiro-suplente: na chapa encabeçada por Elcione Barbalho (e Francisco Wilson Ribeiro como segundo-suplente), ficando sua chapa em terceiro lugar das duas vagas ofertadas. Em 2006, Fernando Ribeiro candidatou-se, novamente, a primeiro-suplente, dessa vez na chapa de Luiz Otávio Oliveira Campos, que disputou a reeleição pelo PMDB junto com Hamilton Bentes como segundo-suplente, não obtendo vitória, conseguindo 16% dos votos e a 3º colocação nesse pleito - de uma única vaga.
Em 2015, novamente como primeiro-suplente de Jader Barbalho, Ribeiro assumiu o mandato de senador durante licença do titular, de janeiro a abril daquele ano.

### Tribunal de Contas do Estado do Pará
Em 17 de abril de 2020, tomou posse como conselheiro do Tribunal de Contas do Estado do Pará, nomeado pelo governador Helder Barbalho.